# مركز لينود الإسلامي
مركز لينود الإسلامي (بالإنجليزية: The Linwood Islamic Centre)‏ هو مسجد يقع في لینود، كرايستشرش، في نيوزيلندا. وهو ثاني مسجد يفتتح في كرايستشرش. في 15 مارس 2019، كان المسجد أحد المسجدين الذين وقع فيهما هجوما كرايستشيرش الإرهابي، وراح ضحيتهُ 50 شخصاً على الأقل.